# Yasushi Akimoto
Yasushi Akimoto (秋元 康 Akimoto Yasushi, født 2. maj, 1956) er en japansk tv-forfatter, tekstforfatter, pladeproducent, professor, musiker, og vicepræsident ved Kyotos Universitet for kunst og design. Han har også skabt nogle af Japans største pop-idolgrupper, Onyanko Club og AKB48.

## Karriere
Da Akimoto blev fjernsynsforfatter i gymnasiet, producerede han mange fjernsynsprogrammer, f.eks. Utaban.
Akimoto startede som tekstforfatter med The Alfee i 1981; han har skrevet tekster til adskillige musikgrupper, såsom Kinki Kids, Tunnels, Onyanko Club, AKB48, SKE48 og SDN48. Han skrev også Hibari Misoras sidste single i hendes levetid, "Kawa no Nagare no Yō ni", og Jeros debut single, "Umi Yuki".
I begyndelsen af 2011 kom det frem at Akimoto er ved at planlægge en ny, taiwanesisk version af AKB48. Gruppen er midlertidigt navngivet Taiwan48 eller TPE48. I februar var der rapporter om at TPE48 ville debutere i sommeren 2011, men det blev ikke til noget. Der er dog planer om at holde auditions i begyndelse af 2012 med debut allerede i sommeren 2012.
Akimoto arbejder også på at debutere med en indonesisk version af AKB48, kaldet JKT48. Auditions blev holdt den ottende og niende oktober, 2011, og de officielle medlemmer blev annonceret i den tidelige del af November.

## Personligt liv
I 1988 blev Akimoto gift med Onyanko Club-medlemmet Mamiko Takai.